# Matthews Glacier
Matthews Glacier är en glaciär i Antarktis. Den ligger i Västantarktis. Argentina, Chile och Storbritannien gör anspråk på området. Matthews Glacier ligger 453 meter över havet.
Terrängen runt Matthews Glacier är kuperad norrut, men söderut är den platt. Trakten är obefolkad. Det finns inga samhällen i närheten.